# جوزيف موليه
جوزيف موليه (بالألمانية: Joseph Mollet) (و. 1756 – 1829 م) هو رياضياتي، وفيزيائي، وأستاذ جامعي من فرنسا .